# اقتران ثنائي خطي
في الرياضيات، الاقتران الثنائي-خطي هو دالة تضم عنصرين من فضائين متجهين لتنتج عنصرًا من فضاء متجه ثالث، وهي خطية في كل من متغيراتها. ضرب المصفوفات يعتبر اقترانًا ثنائي-خطيًا على سبيل المثال.

## التعريف
لتكن V, W و X ثلاث فضاءات متجهة على نفس الحقل F. الاقتران الثنائي الخطي هو الدالة
```
B : V × W → X
```

بحيث، لكل w في W، الاقتران
(v ↦ B(v, w
هو اقتران خطي من V إلى X، ولكل v في V الاقتران
(w ↦ B(v, w
هو اقتران خطي من W إلى X.
في حالة V=W و (B(v,w)=B(w,v لكل v,w في V، فإن الاقتران يسمى تماثليًا.

## أمثلة
- ضرب المصفوفات هو اقتران ثنائي خطي (M(m, n) × M(n, p) → M(m, p.
- إذا كان V فضاء متجهات على الأعداد الحقيقية R يحمل جداءً داخليًا، فإن الجداء الداخلي اقتران ثنائي-خطي تماثلي V × V → R.